# 2957 Tatsuo
2957 Tatsuo è un asteroide della fascia principale del diametro medio di circa 25,64 km. Scoperto nel 1934, presenta un'orbita caratterizzata da un semiasse maggiore pari a 3,0237199 UA e da un'eccentricità di 0,0873137, inclinata di 8,68880° rispetto all'eclittica.
L'asteroide è dedicato all'astrofilo giapponese Tatsuo Yamada.